# Ambiaxiopsis
Ambiaxiopsis is een geslacht van kreeftachtigen uit de klasse van de Malacostraca (hogere kreeftachtigen).

## Soort
- Ambiaxiopsis altimanus Komai, 2011